# Haim
Haim (stiliserat HAIM) är ett amerikanskt indierockband från Los Angeles i Kalifornien. Bandet består av de tre systrarna Este (född 14 mars 1986), Danielle (född 16 februari 1989) och Alana Haim (född 15 december 1991); trummisen Dash Hutton medverkade till och med 2017. Gruppen släppte sitt första fullängdsalbum Days Are Gone 30 september 2013, kontrakterade med Roc Nation.
Systrarna växte upp i San Fernando Valley där de lyssnade på klassiska rockskivor tillhörandes deras musikälskande föräldrar. Fadern kommer från Israel. Danielle och Este var tidigt med i tjejgruppen The Valli Girls. 2006 bestämde de sig systrarna för att bilda ett eget band och spelade under fem år på lokala scener. Efter några år bestämde de sig för att satsa seriöst på bandet och fick möjlighet att vara förband till artister som Edward Sharpe and the Magnetic Zeros, Ke$ha och Mumford & Sons.
I juli 2012 släppte de sin första EP kallad Forever och har sedan släppt ett flertal singlar och tre studioalbum.
Haim medverkade i Taylor Swifts låt "No Body, No Crime" (2020).

## Diskografi

### Studioalbum
- 2013 – Days Are Gone
- 2017 – Something To Tell You
- 2020 – Women in Music Pt. III

Singlar/EPs
- 2012 - Forever (EP)
- 2012 - Don't Save Me
- 2013 - Falling
- 2013 - Wire

## Medlemmar
- Danielle Haim - sång, sologitarr
- Alana Haim - sång, rytmgitarr, keyboard, slagverk
- Este Haim - sång, basgitarr

## Galleri

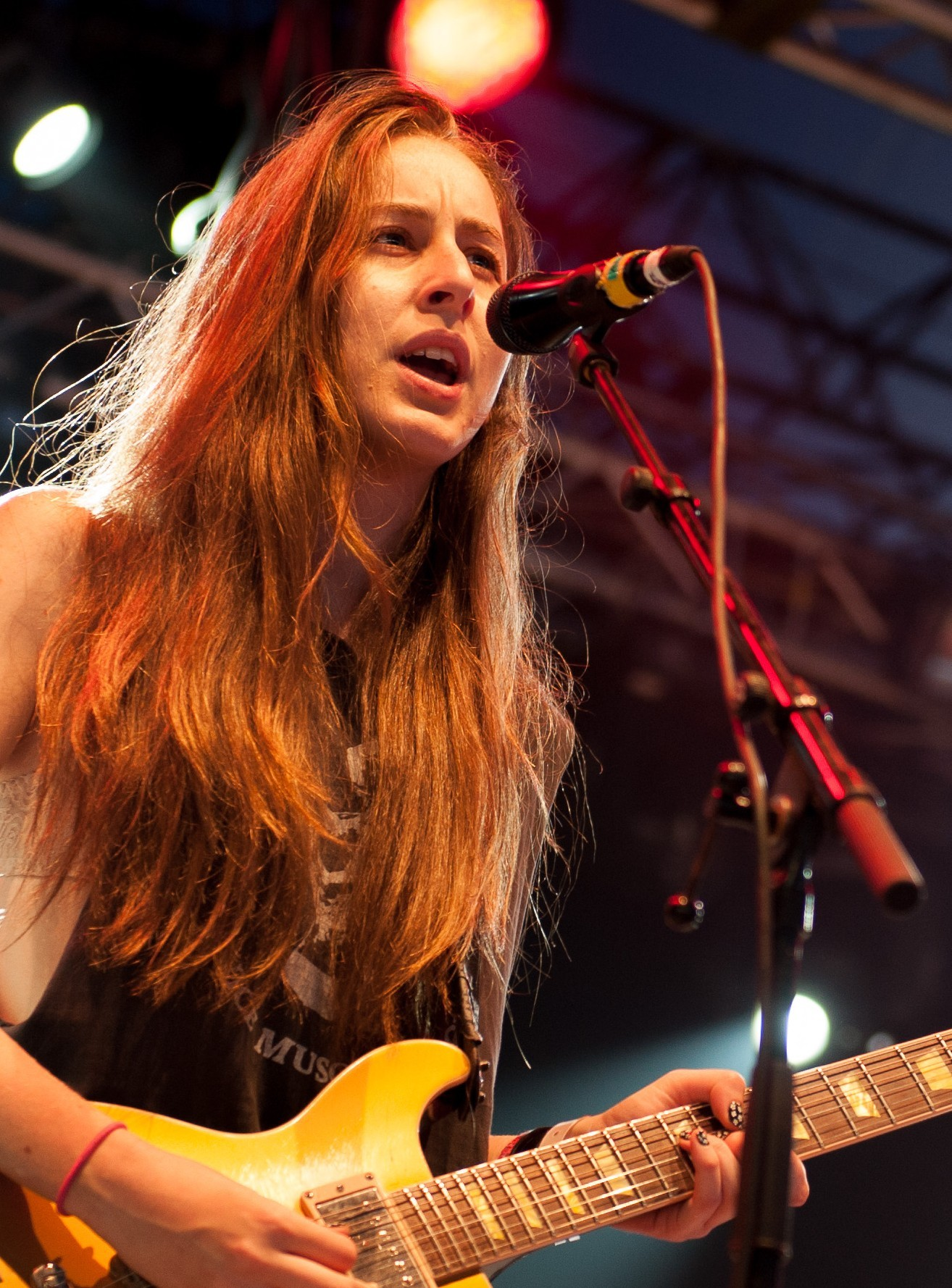
Alana Haim
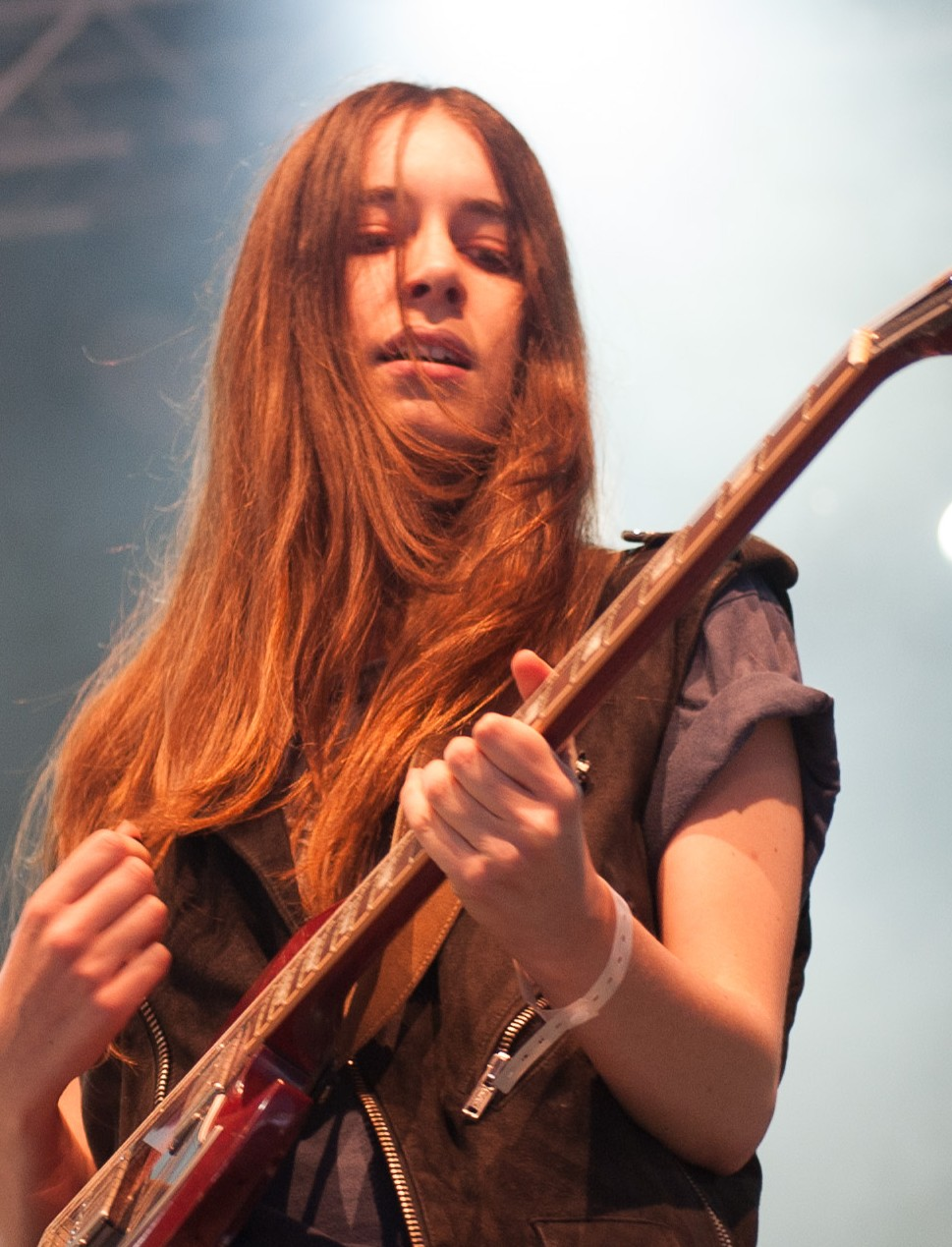
Danielle Haim
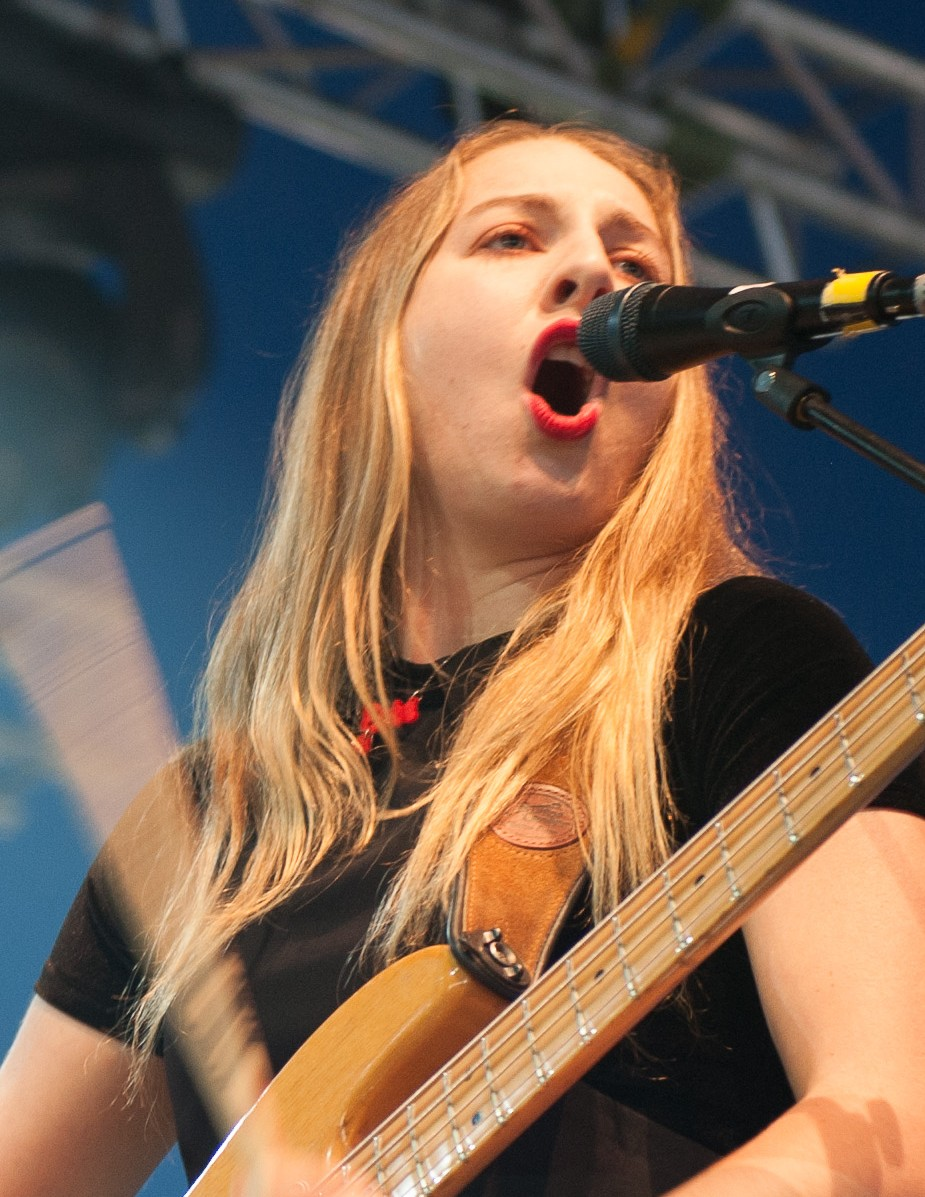
Este Haim